# Peromyia revelata
Peromyia revelata är en tvåvingeart som beskrevs av Boris Mamaev och Berest 1990. Peromyia revelata ingår i släktet Peromyia och familjen gallmyggor.
Artens utbredningsområde är Ukraina. Inga underarter finns listade i Catalogue of Life.